# Primarias presidenciales del Partido Republicano de 2012

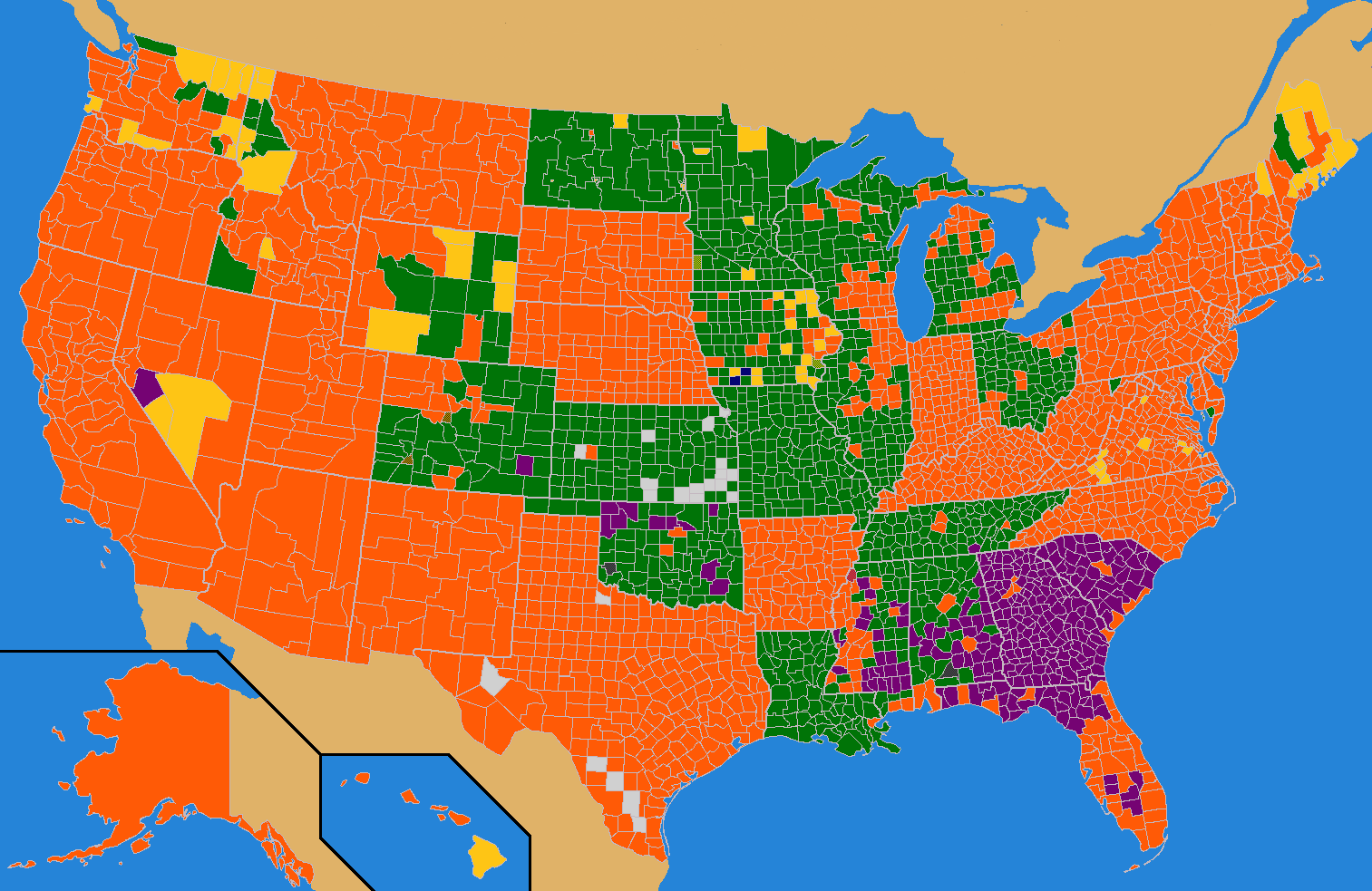
Resultados de las primarias del Partido Republicano de 2012 por condado.

Las Primarias Republicanas de 2012 es el proceso de selección en la cual el Partido Republicano de los Estados Unidos seleccionará a delegados para que asistan a la Convención Nacional Republicana de 2012, en la cual será nominado el candidato único a la Presidencia para las elecciones de 2012. Hay 2,286 delegados. Un candidato debe obtener 1,144 delegados para ganar la nominación presidencial.
Las elecciones primarias iniciaron influenciadas por el Tea Party movement. Ron Paul, quien había sido candidato en las elecciones de 2008 como libertario, experimentó un apoyo considerable, especialmente por los jóvenes.
El exgobernador de Massachusetts Mitt Romney, quién también se postuló en las primarias presidenciales de 2008, obtuvo un apoyo al principio por parte de los votantes republicanos, siendo el favorito para la nominación presidencial de su partido. Sin embargo, su ventaja sobre el campo republicano ha sido precario, debido a la entrada de nuevos candidatos que atrajeron la atención considerable de los medios entre abril y agosto de 2011. El apoyo entre los republicanos por el Gobernador Rick Perry de Texas, lo impulsó a unirse a la carrera en agosto de 2011, que teniendo un fuerte desempeño en las encuestas, instantáneamente convirtiéndose en un serio contendiente. El 10 de abril, Santorum suspendió su campaña, dejando a Mitt Romney, como el indiscutible favorito para la nominación presidencial. El 25 de abril, el día después de Romney ganó las elecciones primarias en cinco estado de la Convención Nacional Republicana lo declaró el presunto candidato y poner sus recursos detrás de él. El mismo día, un ayudante de Gingrich dijo que este abandonaba su campaña

## Calendario

### Convención
La Convención Nacional Republicana de 2012 se hará en la semana del 27 de agosto de 2012, en Tampa, Florida, una semana antes de la Convención Nacional Demócrata de 2012 en Charlotte, Carolina del Norte.

### Fechas de las primarias y asambleas
NH fue penalizada de 23 delegados a 12, SC de 50 a 25, FL de 99 a 50, AZ de 58 a 29 y MI de 59 a 30.

Hubo 3 tipos de delegados: Partidario- o Superdelegados (RNC por sus siglas en inglés), Delegados electos en distritos congresionales (CD) y delegados electos a nivel estatal (AL)

Calendario de las primarias y asambleas republicanas
Enero 2012 (4)
Febrero de 2012 (7)
Marzo de 2012 (23)
Abril de 2012 (9)
Mayo de 2012 (7)
Junio de 2012 (6)

| Enero 2012 (4) Febrero de 2012 (7) Marzo de 2012 (23) | Abril de 2012 (9) Mayo de 2012 (7) Junio de 2012 (6) |

| Fecha                              | Estado/Territorio   | Tipo                    | Delegados             | Ganador       | Segundo       | Tercero       | Fuente        |
| ---------------------------------- | ------------------- | ----------------------- | --------------------- | ------------- | ------------- | ------------- | ------------- |
| 3 de enero de 2012                 | Iowa                | Asambleas               | 3 RNC, 12 CD y 13 AL  | Rick Santorum | Mitt Romney   | Ron Paul      | [ 12 ]        |
| 10 de enero de 2012                | Nuevo Hampshire     | Primaria semicerrada    | 12 AL                 | Mitt Romney   | Ron Paul      | Jon Huntsman  | [ 13 ] [ 14 ] |
| 21 de enero de 2012                | Carolina del Sur    | Primaria abierta        | 14 CD y 11 AL         | Newt Gingrich | Mitt Romney   | Rick Santorum | [ 15 ]        |
| 31 de enero de 2012                | Florida             | Primaria cerrada        | 50 AL                 | Mitt Romney   | Newt Gingrich | Rick Santorum | [ 16 ]        |
| 04 de febrero de 2012              | Nevada              | Asambleas               | 3 RNC, 12 CD y 13 AL  | Mitt Romney   | Ron Paul      | Newt Gingrich | [ 17 ]        |
| 7 de febrero de 2012               | Colorado            | Asambleas               | 36                    | Rick Santorum | Mitt Romney   | Newt Gingrich |               |
| 7 de febrero de 2012               | Minnesota           | Asambleas               | 40                    | Rick Santorum | Ron Paul      | Mitt Romney   | a             |
| 7 de febrero de 2012               | Misuri              | Primaria(no vinculante) | 0                     | Rick Santorum | Mitt Romney   | Ron Paul      | b             |
| Del 4 al 11 de febrero de 2012     | Maine               | Asambleas               | 3 RNC, 6 CD y 15 AL   | Mitt Romney   | Ron Paul      | Rick Santoru  | [ 18 ]        |
| 28 de febrero de 2012              | Arizona             | Primarias semicerradas  | 29                    | Mitt Romney   | Rick Santorum | Newt Gingrich | [ 19 ]        |
| 28 de febrero de 2012              | Míchigan            | Primarias abiertas      | 30                    | Mitt Romney   | Rick Santorum | Ron Paul      | [ 20 ]        |
| 03 de marzo de 2012                | Washington          | Asambleas               | 3 RNC, 30 CD y 10 AL  | Mitt Romney   | Ron Paul      | Rick Santorum | [ 21 ]        |
| 06 de marzo de 2012 (Súper Martes) | Alaska              | Asambleas               | 3 RNC, 3 CD y 21 AL   | Mitt Romney   | Rick Santorum | Ron Paul      | [ 22 ]        |
| 06 de marzo de 2012 (Súper Martes) | Georgia             | Primaria abierta        | 3 RNC, 42 CD y 31 AL  | Newt Gingrich | Mitt Romney   | Rick Santorum | [ 23 ]        |
| 06 de marzo de 2012 (Súper Martes) | Idaho               | Asambleas               | 3 RNC, 6 CD y 23 AL   | Mitt Romney   | Rick Santorum | Ron Paul      | [ 24 ]        |
| 06 de marzo de 2012 (Súper Martes) | Massachusetts       | Primarias               | 3 RNC, 27 CD y 11 AL  | Mitt Romney   | Rick Santorum | Ron Paul      | [ 25 ]        |
| 06 de marzo de 2012 (Súper Martes) | Dakota del Norte    | Asambleas               | 3 RNC, 3 CD y 22 AL   | Rick Santorum | Ron Paul      | Newt Gingrich | [ 26 ]        |
| 06 de marzo de 2012 (Súper Martes) | Ohio                | Primarias               | 3 RNC, 48 CD y 15 AL  | Mitt Romney   | Rick Santorum | Newt Gingrich | [ 27 ]        |
| 06 de marzo de 2012 (Súper Martes) | Oklahoma            | Primarias               | 3 RNC, 15 CD y 25 AL  | Rick Santorum | Mitt Romney   | Newt Gingrich | [ 28 ]        |
| 06 de marzo de 2012 (Súper Martes) | Tennessee           | Primarias               | 3 RNC, 27 CD y 28 AL  | Rick Santorum | Mitt Romney   | Newt Gingrich | [ 29 ]        |
| 06 de marzo de 2012 (Súper Martes) | Vermont             | Primarias               | 3 RNC, 3 CD y 11 AL   | Mitt Romney   | Ron Paul      | Rick Santorum | [ 30 ]        |
| 06 de marzo de 2012 (Súper Martes) | Virginia            | Primarias               | 3 RNC, 33 CD y 13 AL  | Mitt Romney   | Ron Paul      | -             | [ 31 ]        |
| Del 6 al 10 de marzo de 2012       | Wyoming             | Asambleas               | 3 RNC, 3 CD y 23 AL   | Mitt Romney   | Rick Santorum | Ron Paul      | [ 32 ]        |
| 10 de marzo de 2012                | Kansas              | Asambleas               | 3 RNC, 12 CD y 25 AL  | Rick Santorum | Mitt Romney   | Newt Gingrich | [ 33 ]        |
| 10 de marzo de 2012                | Islas Vírgenes      | Asambleas               | 3 RNC y 6 AL          | Ron Paul      | Mitt Romney   | Rick Santorum | [ 34 ]        |
| 10 de marzo de 2012                | Guam                | Asambleas               | 3 RNC y 6 AL          | Mitt Romney   | -             | -             | [ 35 ]        |
| 13 de marzo de 2012                | Alabama             | Primarias               | 3 RNC, 21 CD y 26 AL  | Rick Santorum | Newt Gingrich | Mitt Romney   | [ 36 ]        |
| 13 de marzo de 2012                | Samoa Americana     | Asambleas               | 3 RNC y 6 AL          | Mitt Romney   | -             | -             | [ 37 ]        |
| 13 de marzo de 2012                | Hawái               | Asambleas               | 3 RNC, 6 CD y 11 AL   | Mitt Romney   | Rick Santorum | Ron Paul      | [ 38 ]        |
| 13 de marzo de 2012                | Misisipi            | Primarias               | 3 RNC, 12 CD y 25 AL  | Rick Santorum | Newt Gingrich | Mitt Romney   | [ 39 ]        |
| 17 de marzo de 2012                | Misuri              | Asambleas               | 3 RNC, 24 CD y 25 AL  |               |               |               | [ 40 ]        |
| 18 de marzo de 2012                | Puerto Rico         | Asambleas               | 3 RNC y 20 AL         | Mitt Romney   | Rick Santorum | Ron Paul      | [ 41 ]        |
| 20 de marzo de 2012                | Illinois            | Primarias               | 3 RNC, 54 CD y 12 AL  | Mitt Romney   | Rick Santorum | Ron Paul      | [ 42 ]        |
| 24 de marzo de 2012                | Luisiana            | Primarias               | 3 RNC, 18 CD y 25 AL  | Rick Santorum | Mitt Romney   | Newt Gingrich | [ 43 ]        |
| 3 de abril de 2012                 | Maryland            | Primaria cerrada        | 3 RNC, 24 CD y 10 AL  | Mitt Romney   | Rick Santorum | Newt Gingrich | [ 44 ]        |
| 3 de abril de 2012                 | Washington D. C.    | Primaria cerrada        | 3 RNC y 16 AL         | Mitt Romney   | Ron Paul      | Newt Gingrich | [ 45 ]        |
| 3 de abril de 2012                 | Wisconsin           | Primaria abierta        | 3 RNC, 24 CD y 15 AL  | Mitt Romney   | Rick Santorum | Ron Paul      | [ 46 ]        |
| 24 de abril de 2012                | Connecticut         | Primaria cerrada        | 3 RNC, 15 CD y 10 AL  | Mitt Romney   | Ron Paul      | Newt Gingrich | [ 47 ]        |
| 24 de abril de 2012                | Delaware            | Primaria cerrada        | 3 RNC, 3 CD y 11 AL   | Mitt Romney   | Newt Gingrich | Ron Paul      | [ 47 ]        |
| 24 de abril de 2012                | Nueva York          | Primaria cerrada        | 3 RNC, 81 CD y 11 AL  | Mitt Romney   | Ron Paul      | Newt Gingrich | [ 47 ]        |
| 24 de abril de 2012                | Pensilvania         | Primaria cerrada        | 3 RNC, 54 CD y 15 AL  | Mitt Romney   | Ron Paul      |               | [ 47 ]        |
| 24 de abril de 2012                | Rhode Island        | semi-Primaria cerrada   | 3 RNC, 6 CD y 10 AL   | Mitt Romney   | Ron Paul      | Newt Gingrich | [ 48 ]        |
| 8 de mayo de 2012                  | Indiana             | Primaria abierta        | 3 RNC, 27 CD y 16 AL  | Mitt Romney   | Ron Paul      |               | [ 49 ]        |
| 8 de mayo de 2012                  | Carolina del Norte  | semi-Primaria cerrada   | 3 RNC, 39 CD y 13 AL  | Mitt Romney   | Ron Paul      |               | [ 50 ]        |
| 8 de mayo de 2012                  | Virginia Occidental | semi-Primaria cerrada   | 3 RNC, 9 CD y 19 AL   | Mitt Romney   | Ron Paul      |               | [ 51 ]        |
| 15 de mayo de 2012                 | Nebraska            | semi-Primaria cerrada   | 3 RNC, 9 CD y 23 AL   | Mitt Romney   | Ron Paul      |               | [ 52 ]        |
| 15 de mayo de 2012                 | Oregón              | Primaria cerrada        | 3 RNC, 15 CD y 10 AL  | Mitt Romney   | Ron Paul      |               | [ 53 ]        |
| 22 de mayo de 2012                 | Arkansas            | Primaria abierta        | 3 RNC, 12 CD y 21 AL  | Mitt Romney   | Ron Paul      |               |               |
| 22 de mayo de 2012                 | Kentucky            | Primaria cerrada        | 3 RNC, 18 CD y 24 AL  | Mitt Romney   | Ron Paul      |               |               |
| 29 de mayo de 2012                 | Texas               | Primaria abierta        | 3 RNC, 108 CD y 44 AL | Mitt Romney   | Ron Paul      |               | [ 54 ]        |
| 5 de junio de 2012                 | California          | semi-Primaria cerrada   | 3 RNC, 159 CD y 10 AL | Mitt Romney   | Ron Paul      |               | [ 55 ] [ 56 ] |
| 5 de junio de 2012                 | Montana             | semi-Primaria cerrada   | 3 RNC, 3 CD y 20 AL   | Mitt Romney   | Ron Paul      |               | [ 57 ]        |
| 5 de junio de 2012                 | Nueva Jersey        | Primaria cerrada        | 3 RNC, 36 CD y 11 AL  | Mitt Romney   | Ron Paul      |               | [ 58 ]        |
| 5 de junio de 2012                 | Nuevo México        | Primaria cerrada        | 3 RNC, 9 CD y 11 AL   | Mitt Romney   | Ron Paul      |               | [ 59 ]        |
| 5 de junio de 2012                 | Dakota del Sur      | Primaria cerrada        | 3 RNC, 3 CD y 22 AL   | Mitt Romney   | Ron Paul      |               | [ 60 ]        |
| 26 de junio de 2012                | Utah                | Primaria cerrada        | 3 RNC, 12 CD y 25 AL  |               |               |               | [ 61 ]        |

a La convención del estado, distrito o territorio pueden votar para obligar a todos o algunos de los delegados.

b Esto es simplemente un sondeo de opinión de alto perfil. La contienda real de ocurre después.

## Candidatos
Las siguientes personas han anunciado formalmente que están postulados para la nominación presidencial republicana en 2012 y / o se han presentado como candidatos a la Comisión Federal Electoral (FEC).

### Candidatos principales
Estos candidatos han sido invitados a participar en los debates de las primarias republicanas en el curso de la campaña.
| Ron Paul Texas Declarado el 13 de mayo de 2011 Representante de la Cámara por Texas (Sitio web) | Mitt Romney Massachusetts Declarado el 2 de junio de 2011 Exgobernador de Massachusetts (Sitio web Archivado el 20 de septiembre de 2012 en Wayback Machine.) |

#### Candidatura suspendida durante las primarias

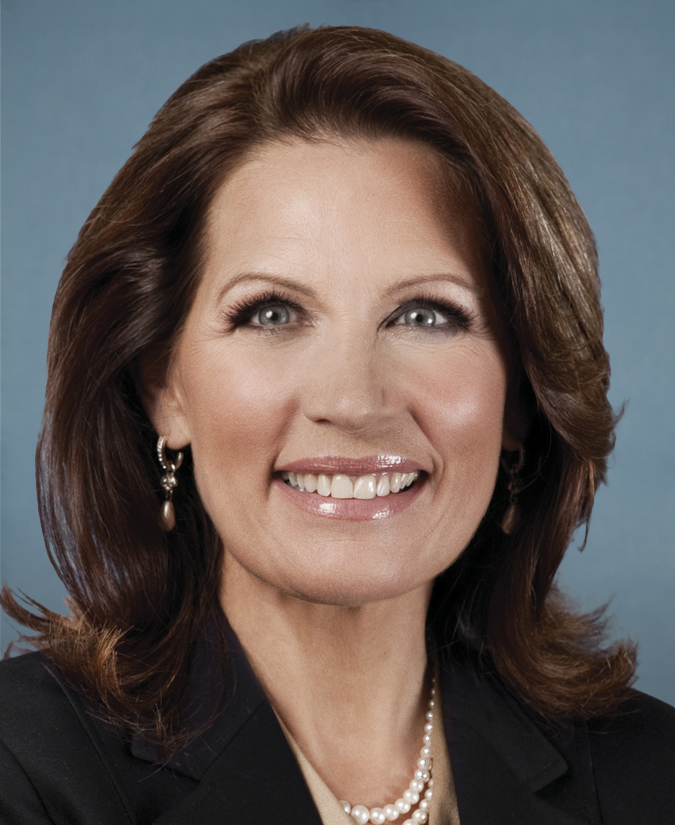
Michele Bachmann Representante de la Cámara por Minnesota Se retiró de la contienda el 4 de enero de 2012
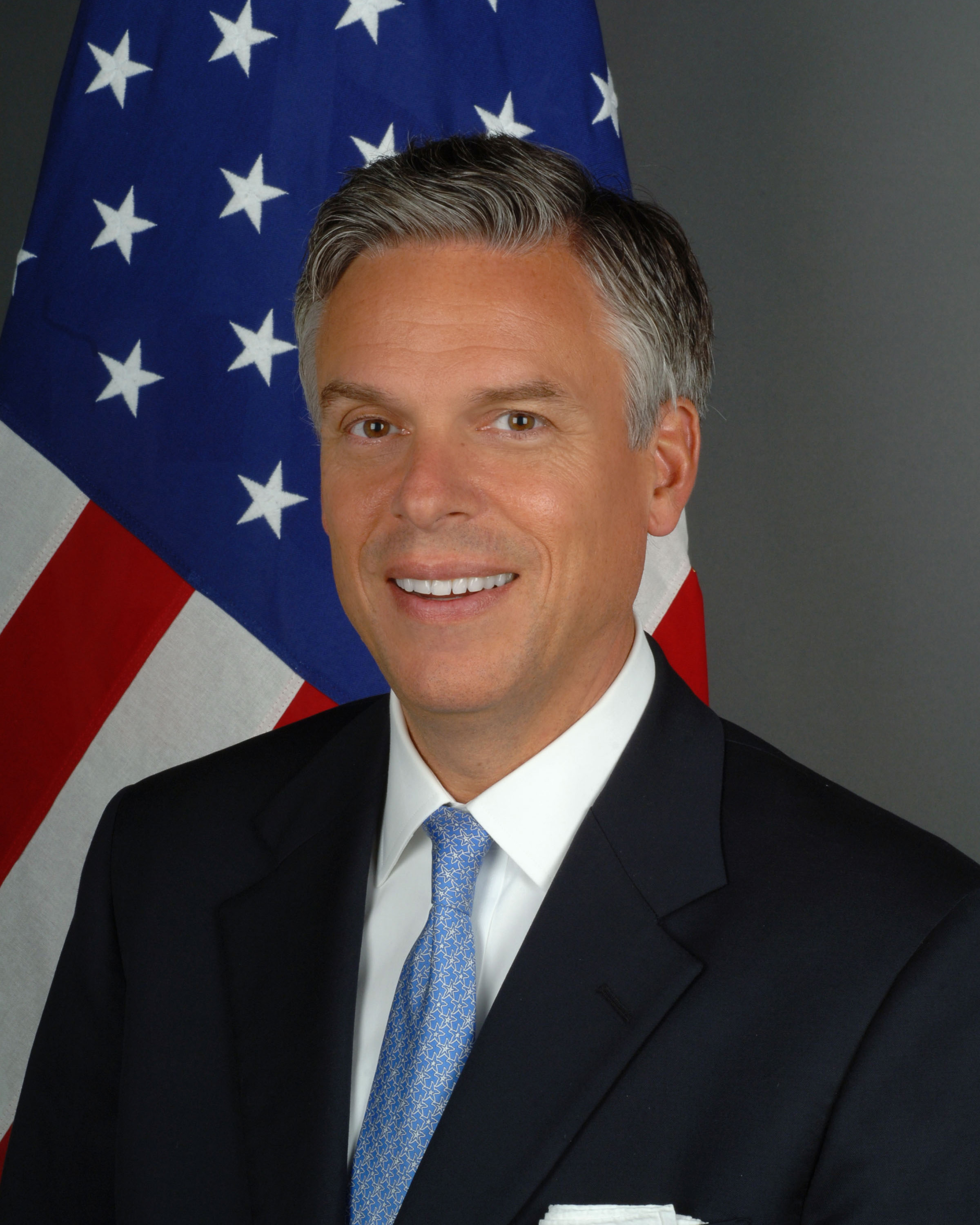
Jon Huntsman Exgobernador de Utah Se retiró de la contienda el 16 de enero de 2012
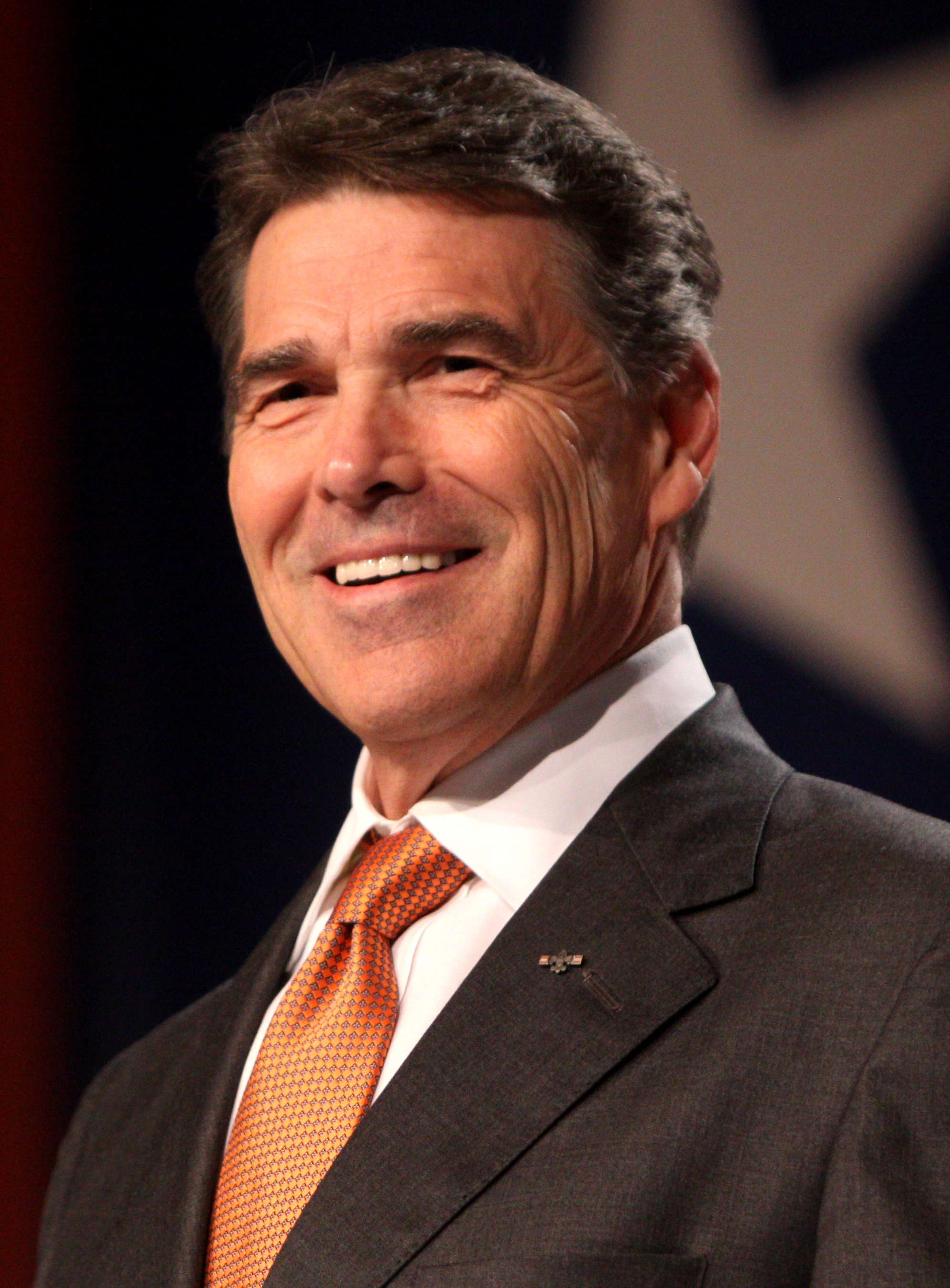
Rick Perry Gobernador de Texas Se retiró de la contienda el 19 de enero de 2012
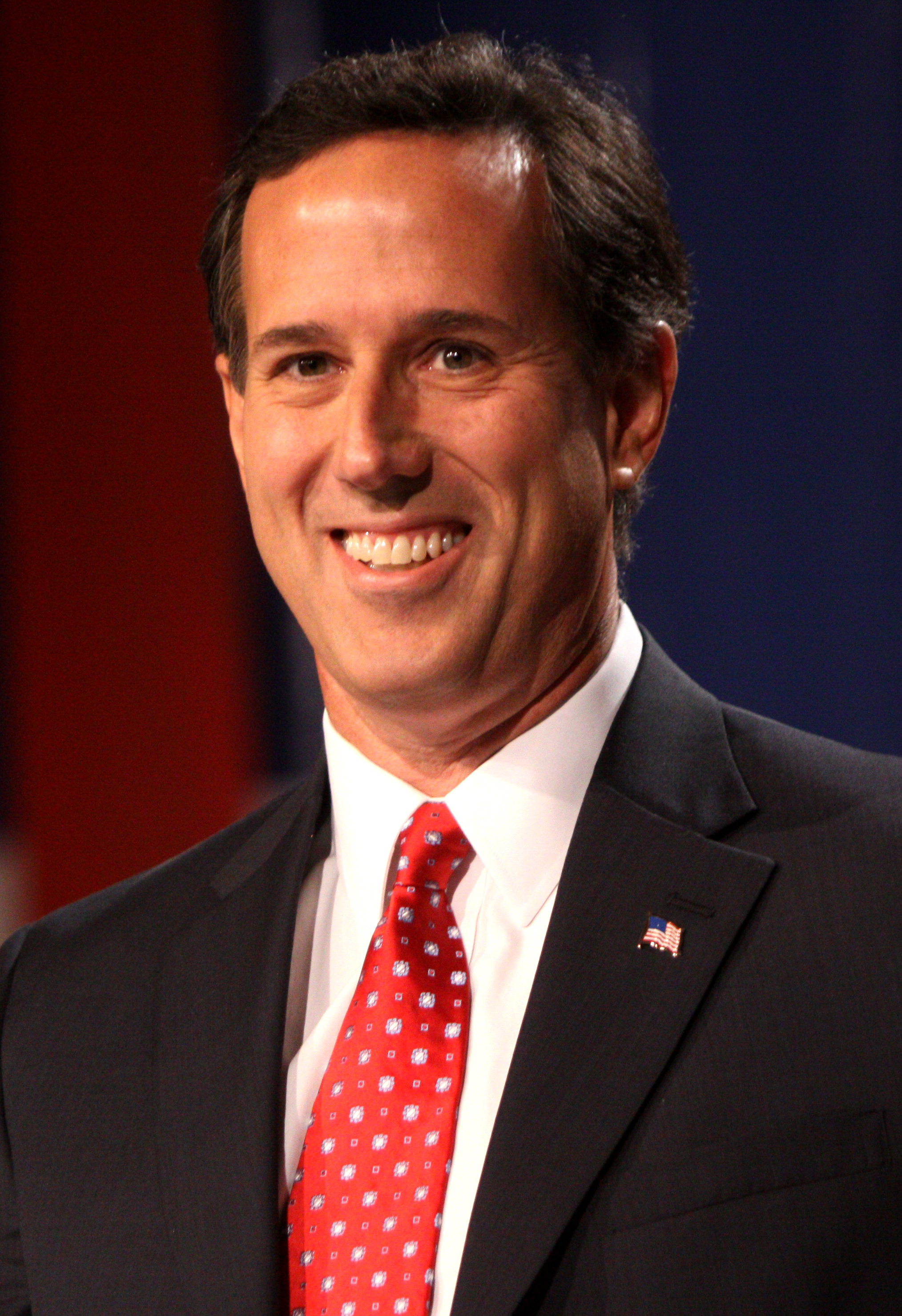
Rick Santorum Ex senador Se retiró de la contienda el 10 de abril de 2012
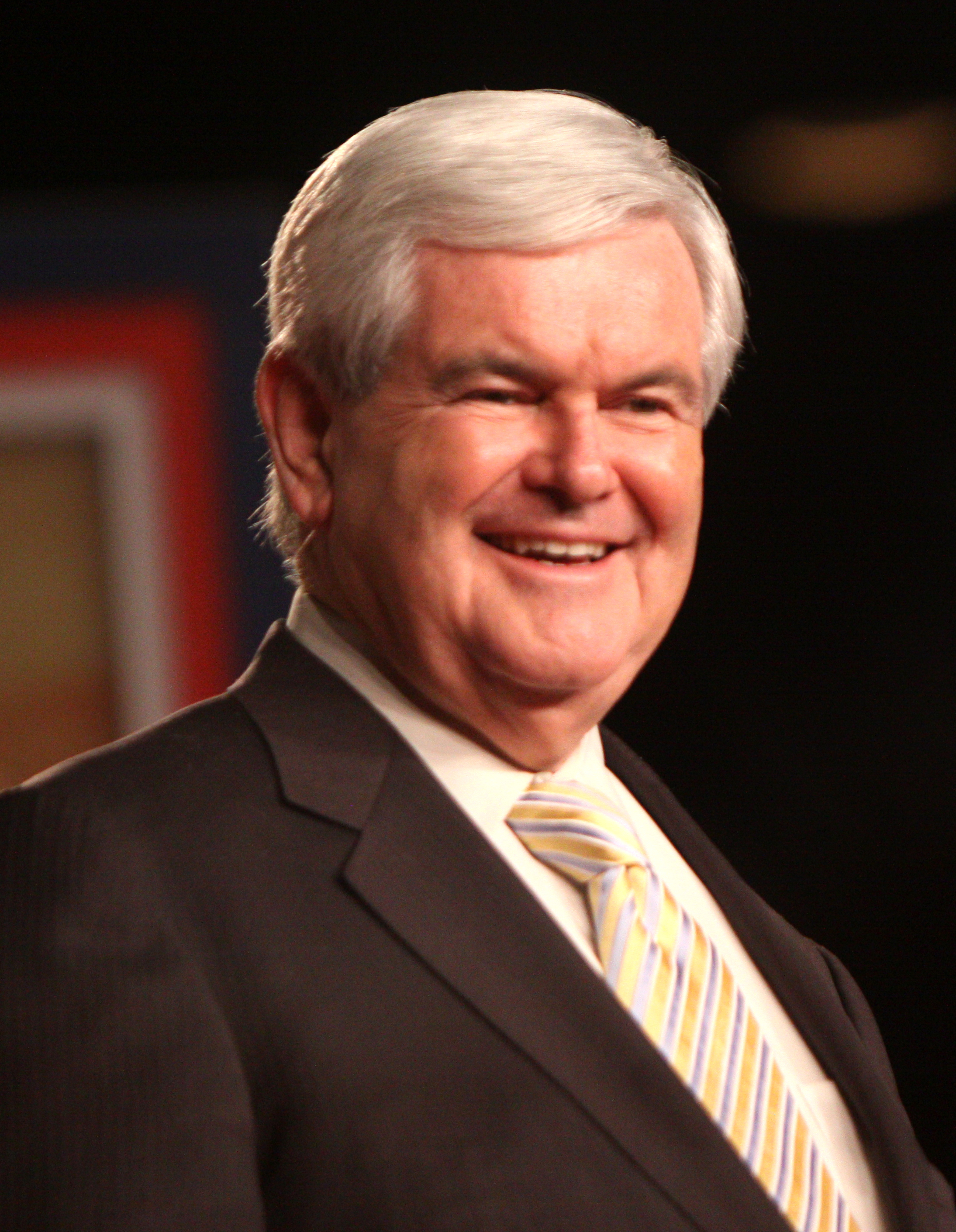
Newt Gingrich Ex presidente de la Cámara de Representantes Se retiró de la contienda el 2 de mayo de 2012

#### Suspendieron sus campañas antes de las primarias

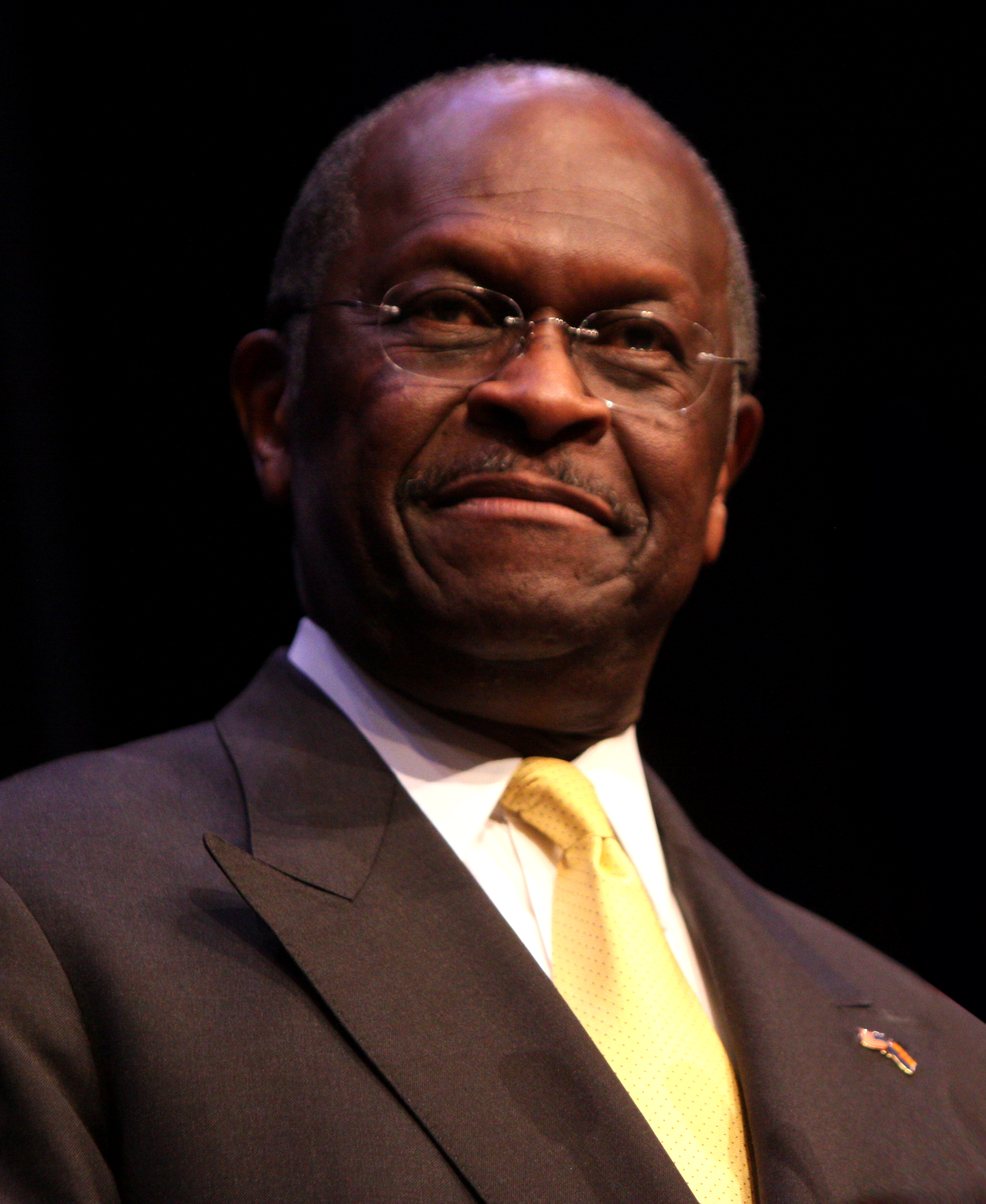
Herman Cain Ejecutivo de Georgia Suspendió su candidatura el 3 de diciembre de 2011
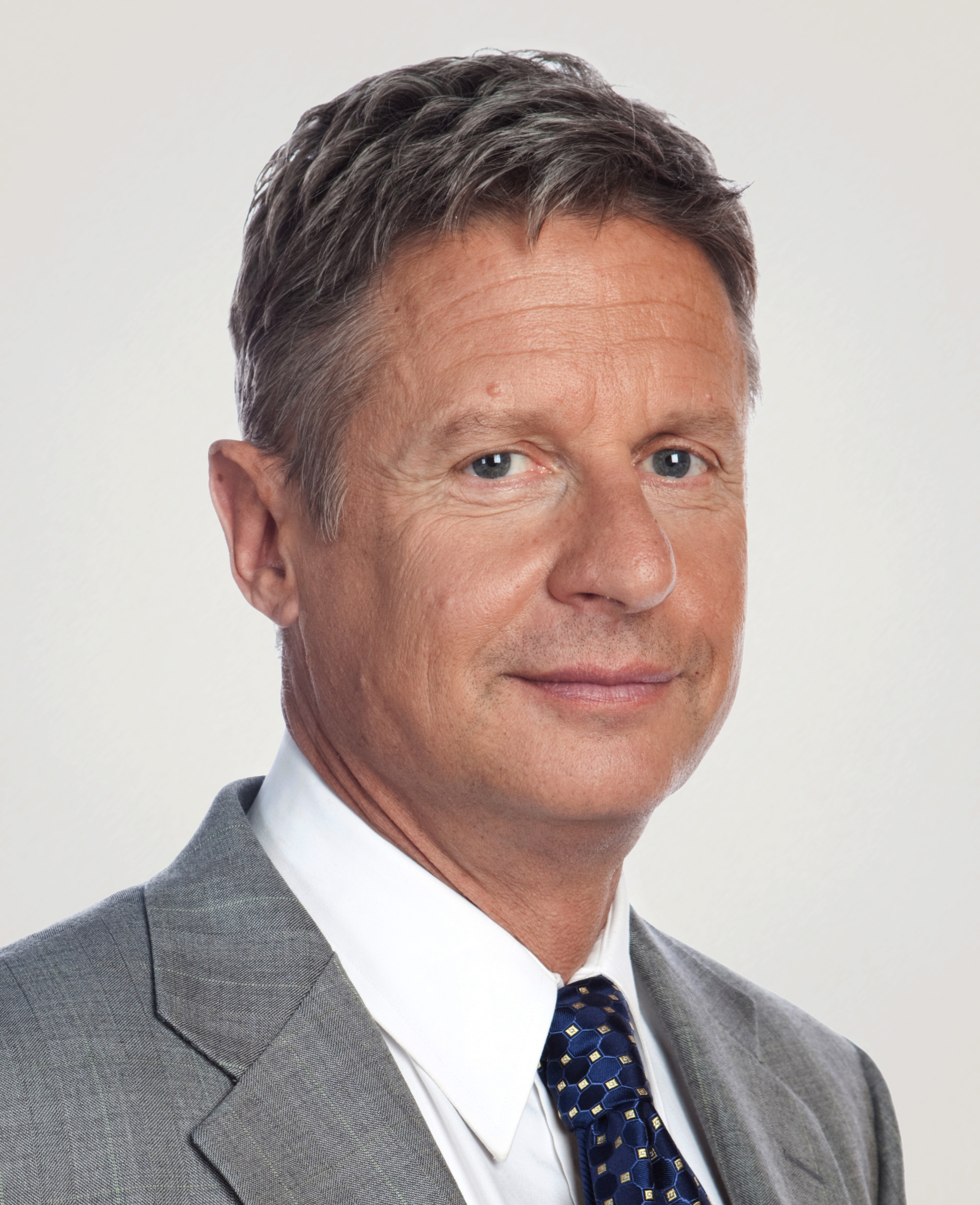
Gary Johnson Exgobernador de Nuevo México Suspendió su candidatura el 28 de diciembre de 2011 *Hubiese postulado como Libertario.
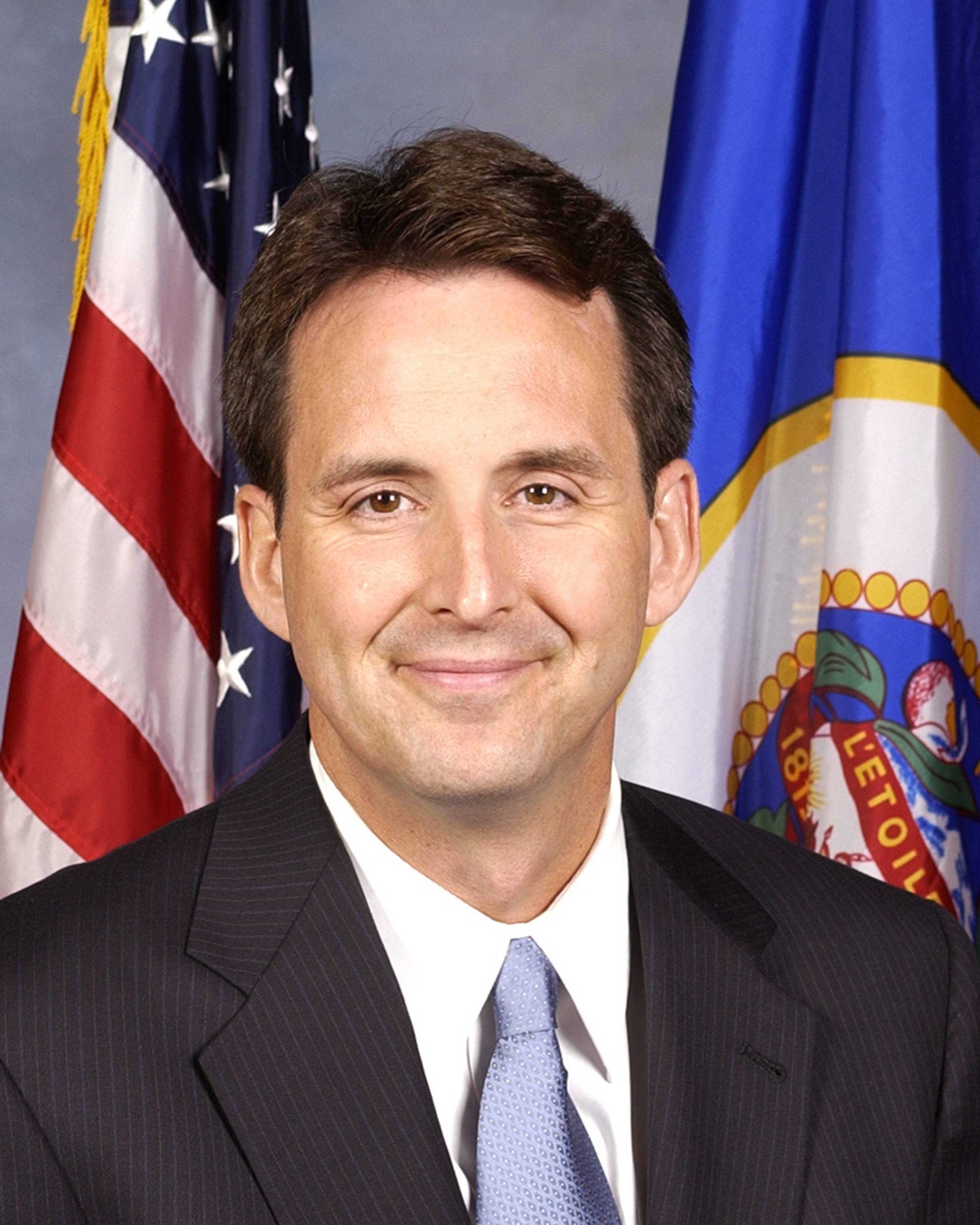
Tim Pawlenty Exgobernador de Minnesota Suspendió su candidatura el 14 de agosto de 2011

## Otros precandidatos que se mencionaron
- Eric Cantor de Virginia[64]
- Charlie Crist de Florida[65]
- Mark Sanford de Carolina del Sur[66]
- Fred Thompson de Tennessee[67]
- Luis Fortuño de Puerto Rico.

## Encuestas
El panorama se presenta reñido, ningún candidato aparece como claro favorito. A lo largo del año 2011 fueron variando mucho los favoritos.
- Encuesta en todo el país (en inglés)
- Encuesta por estado (en inglés)
- Encuesta del Partido Republicano por estado (en inglés)

Una encuesta de inicios de diciembre da como favorito a Newt Gingrich, seguido por Mitt Romney.